# Nazionale femminile di pallacanestro dell'Uzbekistan
La nazionale femminile di pallacanestro dell'Uzbekistan è la rappresentativa cestistica dell'Uzbekistan ed è posta sotto l'egida della Federazione cestistica dell'Uzbekistan.

## Piazzamenti

### Campionati asiatici
- 1999 - esclusa dal torneo
- 2001 - 7°
- 2007 - 9°
- 2009 - 11°

- 2011 - 10°
- 2013 - 11°
- 2017 - 12°

### Giochi asiatici
- 2002 - 5°

## Formazioni

### Campionati asiatici
Campionato asiatico femminile di pallacanestro 20014 Vinogradova, 5 Babuševa, 6 Dmitrieva, 7 Kočurina, 8 Zubankova, 9 Šagan, 11 Šmarikova, 13 Kel'djušina, 14 Šatrova, 15 Kristianova, 18 Kiseleva,        All. -
Campionato asiatico femminile di pallacanestro 20074 Kašuba, 5 Chusnitdinova, 6 Saidova, 7 Burieva, 8 Zacharova, 9 Krasovskaja, 10 Kil'djuševa, 11 Titova, 12 Averjanova, 13 Lebedeva, 14 Mikulenko, 15 Sevast'janova,        All. -
Campionato asiatico femminile di pallacanestro 20094 Koneva, 5 Tatarinova, 6 Dmitrieva, 7 Burieva, 10 Chusnitdinova, 11 Polunina, 12 Averjanova, 13 Titova, 14 Kašuba, 15 Krasovskaja,        All. -
Campionato asiatico femminile di pallacanestro 20114 Koneva, 5 Ismailova, 6 Zacharova, 7 Burieva, 8 Obečkina, 9 Chusnitdinova, 10 Mikulenko, 11 Polunina, 12 Averjanova, 13 Sabirjanova, 14 Komarova, 15 Kašuba,        All. Stepan Lebedev
Campionato asiatico femminile di pallacanestro 20134 Koneva, 5 Kirienko, 6 Zacharova, 7 Titova, 8 Chusnitdinova, 9 Sevast'janova, 10 Mikulenko, 11 Kašuba, 12 Nikulina, 13 Samatova, 14 Komarova, 15 Asanova,        All. Stepan Lebedev
Campionato asiatico femminile di pallacanestro 20174 Kašuba, 5 Sevast'janova, 6 Nauruzbaeva, 7 Chusnitdinova, 10 Koneva, 11 Salavatova, 12 Averjanova, 13 Asanova, 14 Ejova, 15 Samatova,        All. Stepan Lebedev

### Giochi asiatici
Pallacanestro ai XIV Giochi asiatici4 Kiseleva, 5 Gubar'kova, 6 Dmitrieva, 7 Kočurina, 8 Zubankova, 9 Šagan, 10 Babuševa, 11 Šmarikova, 12 Rejngol'd, 13 Kel'djušina, 14 Šatrova, 15 Kristianova,        All. -